# Bruine wormkruidkokermot
De bruine wormkruidkokermot (Coleophora bornicensis) is een vlinder uit de familie van de kokermotten (Coleophoridae). De wetenschappelijke naam werd in 1886 gepubliceerd door Fuchs.
De soort komt voor in Europa.